# Karangagung (Glagah)
Karangagung is een bestuurslaag in het regentschap Lamongan van de provincie Oost-Java, Indonesië. Karangagung telt 844 inwoners (volkstelling 2010).